# Торикосово позориште
Торикосово позориште (грч. Αρχαίο Θέατρο Θορικού), северно од Лаврија, је било позориште саграђено у време античке Грчка. Он је један од најстаријих познатих Грчких позоришта које је изграђено крајем 6 и почетком 5 века пре нове ере. Његов дизајн је прилично необичан јер је облика издуженог правоугаоника, док су типична позоришта била у облику полукруга.